# Rhamnus crocea

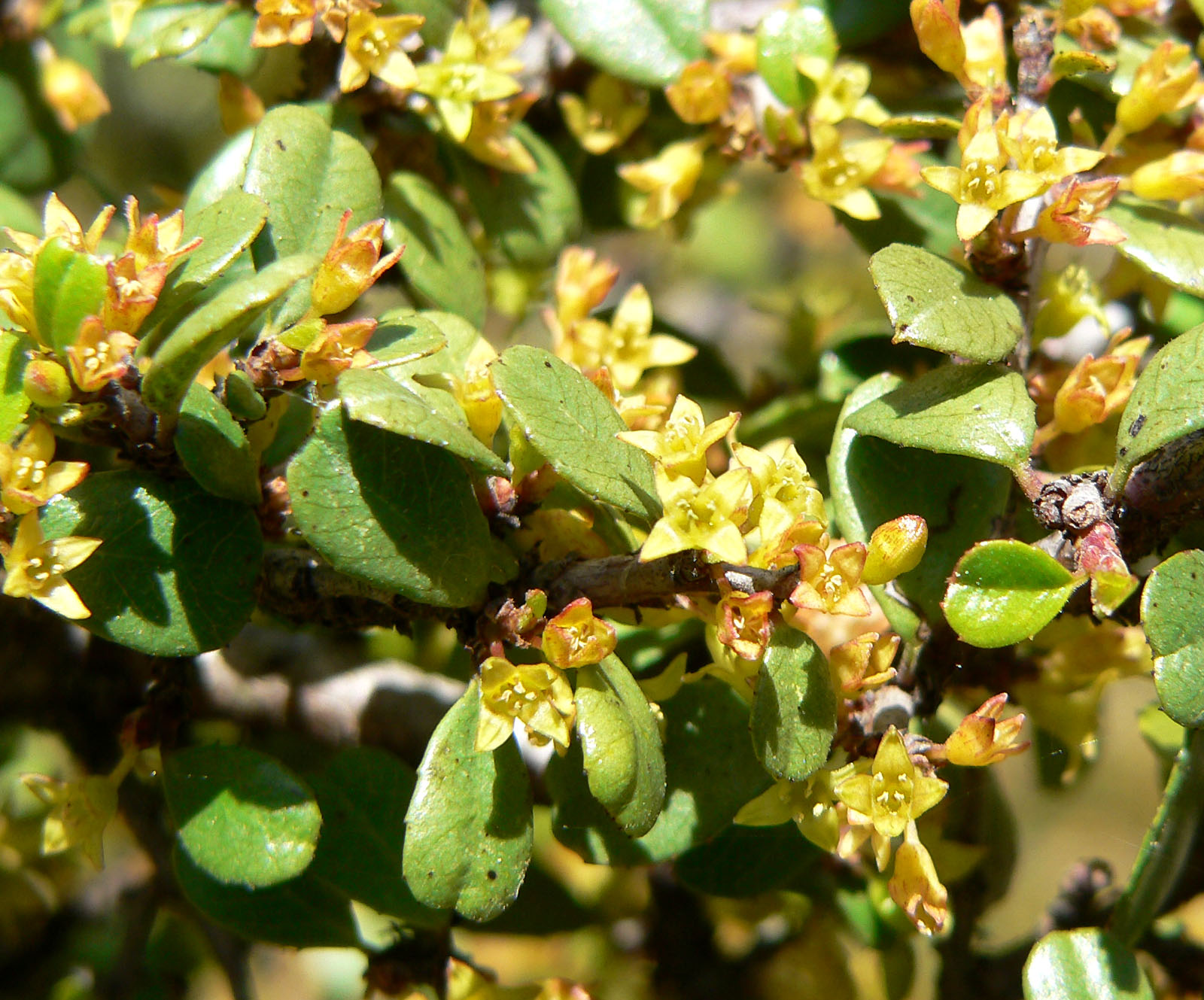
Blüten von Rhamnus crocea

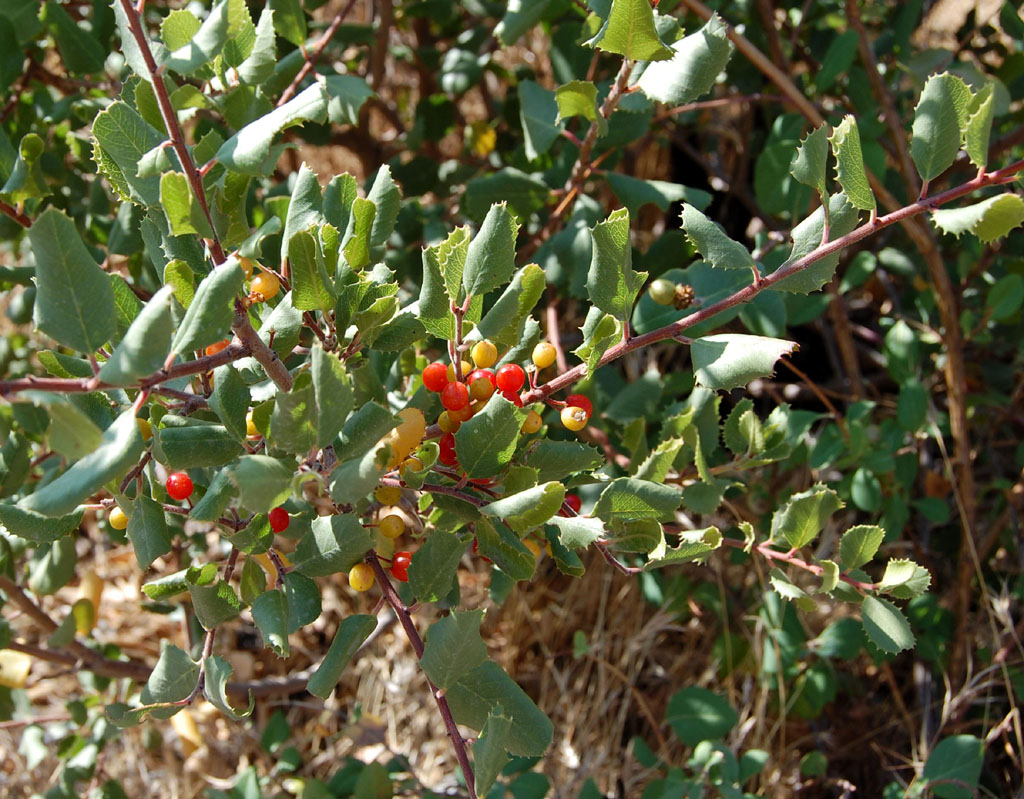
Früchte

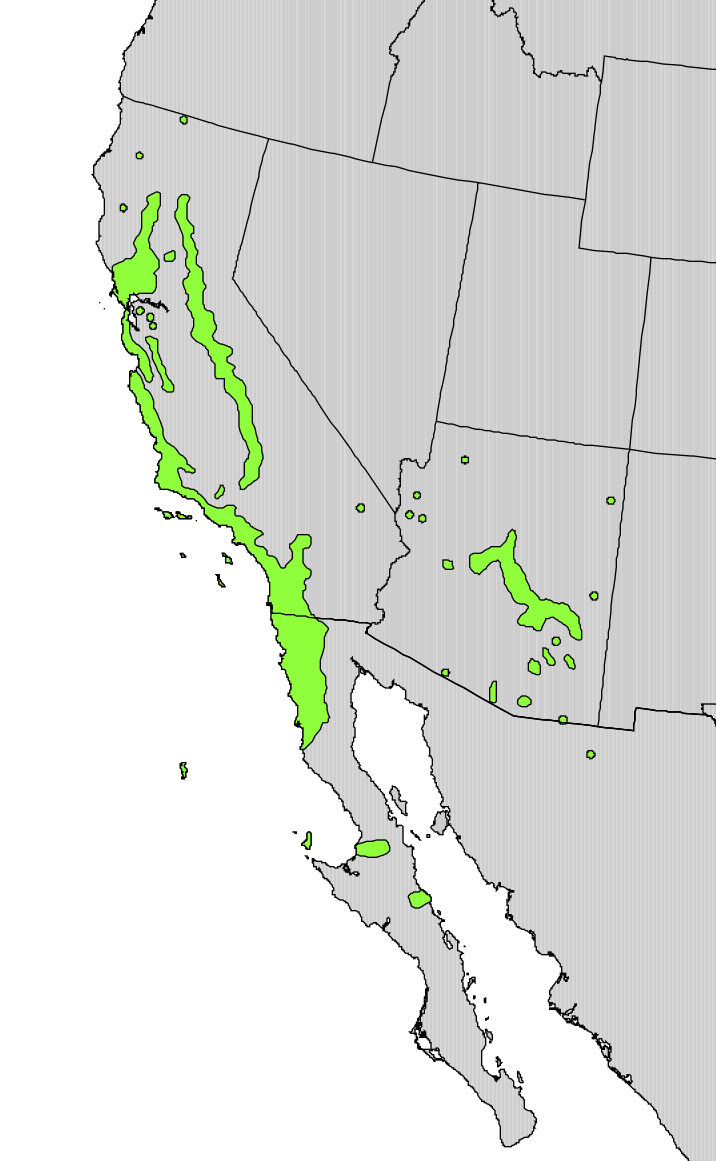
Verbreitungsgebiet von Rhamnus crocea

Rhamnus crocea (englisch spiny redberry) ist eine Pflanzenart aus der Familie der Kreuzdorngewächse. Sie ist im Südwesten der Vereinigten Staaten beheimatet.

## Beschreibung
Rhamnus crocea ist ein immergrüner Strauch von bis zu zwei Metern Höhe. Er kommt normalerweise im Chaparral vor; typische Begleitarten sind Heteromeles arbutifolia und Prunus ilicifolia.

## Verbreitung
Rhamnus crocea bedeckt zwei wichtige Gebirgsausläufer. In Kalifornien umgibt er das gesamte San Joaquin Valley, die Bergketten an der Pazifikküste und die westlichen Ausläufer der Sierra Nevada. In Arizona findet man ihn auf der gesamten Strecke von der Mogollon Rim bis zur westlichen Region der White Mountains.

## Systematik
Es wurden zwei Unterarten beschrieben:
- Rhamnus crocea subsp. crocea (englisch redberry[4]:168 buckthorn)
- Rhamnus crocea subsp. pilosa (englisch hollyleaf buckthorn); heimisch in Kalifornien, Arizona und Baja California.

## Nutzung
Die Früchte von Rhamnus crocea wurden durch die Indianer im Westen der Vereinigten Staaten gegessen. In großen Mengen gegessen sollen die Früchte zu einer Rötung der gesamten Haut führen.